# Новокочубеївська сільська рада
Новокочубеївська сільська рада — колишній орган місцевого самоврядування у Чутівському районі Полтавської області з центром у c. Нова Кочубеївка.
Населення — 1085 осіб.

## Населені пункти
Сільраді були підпорядковані населені пункти:
- c. Нова Кочубеївка
- с. Первозванівка
- с. Підгірне